# Заява про реєстрацію шлюбу
Зая́ва про реєстра́цію шлю́бу — це письмове звернення до компетентного державного органу про намір зареєструвати шлюб.
Державна реєстрація шлюбу покликана забезпечити стабільність відносин між жінкою та чоловіком, охорону їхніх прав та інтересів, спільних дітей, і тим самим забезпечити інтереси держави та суспільства в цілому.
Заява про реєстрацію шлюбу подається чоловіком та жінкою, які досягли шлюбного віку, мають повну цивільну дієздатність, виявили добровільне бажання вступити у шлюб, не є родичами першої лінії споріднення, а також не перебувають у шлюбі на момент подання заяви, до будь-якого органу державної реєстрації актів цивільного стану. З моменту подання заяви до органу державної реєстрації актів цивільного стану ці особи вважаються нареченими.

## Складові заяви про реєстрацію шлюбу
1. Прізвище;
2. Власне ім'я;
3. По батькові;
4. Дата народження, виповнилося років;
5. Місце народження (місто, село, район, область, держава);
6. Громадянство;
7. Відношення до військової служби: де перебуває на обліку, назва міста та номер поштової скриньки військової частини, де служить;
8. Сімейний стан (у шлюбі не перебуває, удівець (удова), шлюб розірвано). Назва документа, що підтверджує припинення попереднього шлюбу, номер та дата складання актового запису про розірвання шлюбу (смерть), назва відділу державної реєстрації актів цивільного стану, який провадив відповідну реєстрацію, номер та дата рішення суду про розірвання шлюбу, назва суду, яким ухвалено рішення;
9. Місце проживання (повна адреса);
10. Назва документа, що посвідчує особу: паспорт або паспортний документ (його серія, номер, яким органом і коли виданий)[1]

Спеціальне місце займає підтвердження ознайомлення з умовами і порядком державної реєстрації шлюбу, обов'язком повідомити про стан здоров'я. Також, особи мають бути ознайомлені з правами та обов'язками майбутнього подружжя, розуміти відповідальність за утаювання обставин, що перешкоджають державній реєстрації шлюбу, або повідомлення завідомо неправдивих відомостей органу державної реєстрації актів цивільного стану.

## Правова основа
Сімейний кодекс України (ст 28) встановлює певний порядок повідомлення компетентного органу про намір зареєструвати шлюб.
1. Заява про реєстрацію шлюбу подається жінкою та чоловіком до будь-якого органу державної реєстрації актів цивільного стану за їхнім вибором.

Особи, які подали заяву про реєстрацію шлюбу, вважаються нареченими.
1. Заява про реєстрацію шлюбу подається жінкою та чоловіком особисто.
2. Якщо жінка і (або) чоловік не можуть через поважні причини особисто подати заяву про реєстрацію шлюбу до органу державної реєстрації актів цивільного стану, таку заяву, нотаріально засвідчену, можуть подати їх представники. Повноваження представника мають бути нотаріально засвідчені.
3. Якщо реєстрація шлюбу у визначений день не відбулася, заява про реєстрацію шлюбу втрачає чинність після спливу трьох місяців від дня її подання.[2]

Отже, сучасне законодавство дає можливість подати заяву на реєстрацію шлюбу до будь-якого РАЦСу на території України. Обмежень щодо місця реєстрації шлюбу сімейне законодавство не містить. Ч. 2 ст. 33 СК України вказує, що за заявою наречених реєстрація шлюбу може відбутися за місцем їхнього проживання, за місцем надання стаціонарної медичної допомоги або в іншому місці, якщо вони не можуть з поважних причин прибути до органу державної реєстрації актів цивільного стану.
Відповідно до українського законодавства, співробітники РАЦСу повинні ознайомити осіб, які хочуть вступити в шлюбні відносини з умовами і порядком державної реєстрації шлюбу, обов'язком повідомити про стан здоров'я, правами та обов'язками майбутнього подружжя, а також роз'яснити відповідальність за приховання перешкод до укладення шлюбного союзу (ст. 29 СК).